# Cold Chisel
Cold Chisel (ang. "przecinak") – australijski zespół rockowy, jeden z najbardziej znanych i popularnych w Australii. W latach 70. i 80. miał na koncie wiele przebojów, z których większość na stałe weszła do kanonu australijskiego rocka. Pomimo wielkiego sukcesu jaki grupa odniosła na rynku australijskim, "Cold Chisel" pozostał praktycznie nieznany poza granicami swojego kraju.

## Historia
Grupa powstała w Adelaide w 1973, gdzie początkowo była znana jako "Orange" i grała muzykę heavymetalową. Po zmianach personalnych w 1975 zespół zmienił nazwę na "Cold Chisel" i styl gry na pub rock.
Znaczna część utworów zespołu opowiada o życiu i codziennych problemach Australijczyków i Australii, ale główny autor tekstów, Don Walker, nie stronił także od tematów bardziej kontrowersyjnych, czy polityki.
Zespół rozpadł się wkrótce po nieudanym tournée w Stanach Zjednoczonych w 1983, kiedy nie udało mu się przebić na szerszy rynek międzynarodowy. Przed zawieszeniem działalności grupa odbyła jeszcze jedno legendarne już tournée po Australii, a ostatni koncert zespołu został uwieczniony na filmie The Last Stand, który do dziś pozostaje najlepiej sprzedającym się filmem koncertowym w Australii, podkreślając reputację grupy.
W 1999 członkowie grupy na krótko powrócili razem do studia, aby nagrać płytę The Last Wave of Summer i zagrać kilka koncertów. W 2003 "Chisel" zagrał jeszcze jedną, pożegnalną i podobno ostatnią serię koncertów. W roku 2009 zespół został reaktywowany.

## Członkowie zespołu
- Jimmy Barnes - śpiew
- Ian Moss - gitara, śpiew
- Don Walker - instrumenty klawiszowe, śpiew
- Steve Prestwich - perkusja, śpiew
- Phil Small - gitara basowa, śpiew

## Dyskografia
- Cold Chisel  (1978)
- You're Thirteen, Your Beautiful, and Your Mine (EP)  (1978)
- Breakfast at Sweethearts  (1979)
- East  (1980)
- Swingshift  (1981)
- Circus Animals  (1982)
- The Barking Spiders: Live 1983  (1984)
- Twentieth Century  (1984)
- Radio Songs  (1985)
- Razor Songs  (1987)
- Chisel  (1991)
- Last Stand  (1992)
- Teenage Love  (1994)
- Chisel (Re-release) (1995)
- The Last Wave of Summer  (1998)
- Cold Chisel: The Studio Sessions  (1999)
- Ringside  (2003)